# 斯库雷莱
斯库雷莱（義大利語：Scurelle），是意大利特伦托自治省的一个市镇。总面积29平方公里，人口1370人，人口密度47.2人/平方公里（2009年）。ISTAT代码为022171。